# アプリリア・RS
RS（アールエス）は、イタリアのアプリリア社が製造販売しているレーサーレプリカタイプのオートバイである。水冷2ストロークエンジンを搭載しており、シリーズ車種として50、150、250の排気量別に生産されている。

## モデル一覧

### RS50

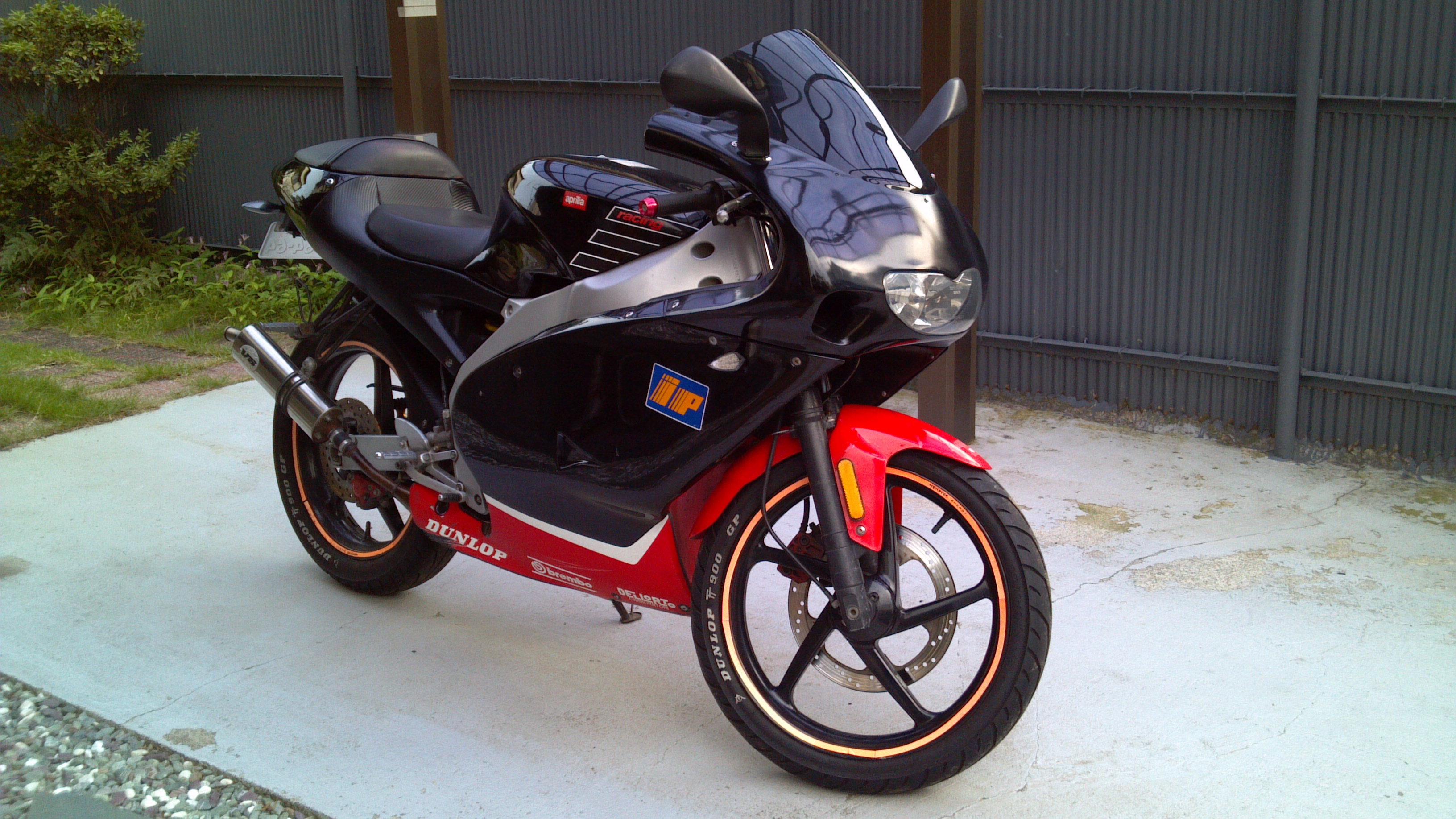
RS50 PGE型

RS50は欧州の大柄な体格のライダーに合わせて車体を設計しているため、市販の原付としては比較的大きな車格を持つ。その全長は、1994年モデルで1875mm、1999年モデルでは1920mmに及び、これに同じく大きな車格で話題を呼んだホンダ・NS-1（全長1905mm）にも比肩する。1993年の発売開始から、一貫してミナレリヤマハ製の単気筒エンジンを搭載。とりわけ初期の車両に搭載されたエンジンは（同排気量クラスの製品としては）非常にパワフルであり、メーカー公称値で8.8ps（6.6kw）／9750rpm、トルク 0.77kgm／8500rpmの出力を示していた。これはレブリミッターを取り払ったホンダ・NSR50（9.8ps）にも迫る数値である。それ以降に発売された車両の出力については、明確な数値が公表されていないものの、後発のモデルほどにEUの騒音規制・排ガス規制の影響を受けて下降を続け、2002年以降に販売されたモデルに至っては坂道で後退するほどに著しくパワーダウンしたとされる。加えて日本国内向けに販売されたモデルには更なる適正化が図られた。その結果、日本国内において前述の8.8psを出力する車両は、非正規の方法で輸入された稀有な例外を除けば、初期のDGM型に限られることとなった。
1993年MMA型(DGM型)
DGM型と称される最初期型。AF1/50からフレーム、スイングアームを受け継ぎ、ホイールデザインを星型から3本スポークに変更し、エンジンを、これまでのRV4からミナレリヤマハのAM5に変更するなど、細部で大きな変更が行われている。なお、フレームとスイングアーム自体は従来のモデルから受け継いでいるため、カウルのデザインも大きな変更を受けていない。この年から、ロリス・レジアーニとマックスビアッジが乗っていたChesterfieldカラーのモデルがラインナップされている。アプリリア車は昔からこれらのGPマシンのレプリカカラーを採用することで大きなデザインアクセントを得ていた。やや台形の角目ライトが特徴のモデル。この型自体はDGM～から始まるフレームナンバーを持っている機種であるが、形状が以後の1996年-1998年と同じため、便宜上MMA型とも呼ばれる。
1995年MMA型(DGM型)
マイナーチェンジを行う。アッパーカウルのデザイン変更と半月ライトを採用。これは、前年に販売開始されたRS250のスタイルに合わせた変更であり、内部的な変更は一切行われていない。この型自体はDGM～から始まるフレームナンバーを持っているが、形状が以後の1996年-1998年と同じため、便宜上MMA型とも呼ばれる。エンジンは5速のAM5が搭載され、フロントサスペンションは、車台番号によってSHOWA製か、マルゾッキ製のどちらかが採用されている。電装系部品（CDI、ジェネレーターなど）はドゥカティ製。
1996年MMA型
販売台数の増加と共に国別仕様の適正化が実施され、大きな出力の低下を招いた。日本に向けて輸出された1996年式以降のMMA型、およびPGE型の出力は6.7ps程度とされる。日本仕様の登場は、この1996年式からとなる。
1997年MMA型
マイナーチェンジを行う。ヤマハ（ミナレリ）AM5に代わり、6速ギアを採用したAM6が搭載されている。なお、この年式にはレプリカカラーが一切存在しない。
1998年MMA型
マイナーチェンジを行う。ロッシレプリカ仕様、原田レプリカ仕様が登場。ミラーの形状変更のみ（ミラーは後継機に受け継がれている）。
1999年PGE型
フルモデルチェンジを行う。世界初のアルミダイキャストフレームを採用し、ボルトで連結した構造に変更。また、RS50の大きな特徴であったリアの片持ちスイングアームが廃止され、両持ちのスイングアームが採用されたほか、カウルもRS125と同じく流線型を描く形状となった。エンジンについては中回転域のトルクの増強を行うべくポート形状が変更され、騒音の低減を目指してサイレンサーが従来の直管型からパイプを分ける形に変更された。
　　この型から、フレームナンバーから名前をとってPGE型と呼ばれるようになる。
2000年PGE型
マイナーチェンジを行う。ラジエータの厚みが縮小されて、冬場のオーバークール傾向が改善されることになった。
2001年SE型
マイナーチェンジを行う。新しく搭載されたエンジンは排ガス規制と騒音規制、さらにモペッド規制に対応させるために出力に大幅な制限を受け、坂道で後退するなど、従来のRS50と比べて大幅なスペックダウンとなった。具体的には、エンジンをAM6の規制バージョンに変更。速度計は従来のPGE型の表示部分をブラックアウトした80km/h表示になり、キャブレターをPHBN12に変更。同時に特徴的であった、金属のチョークレバーは廃止された。さらにパワーダウンにともない、フロントスプロケットの歯数が12Tから11Tに変更されている。
この著しい出力低下を受け、RS50は日本での販売が伸び悩むようになっていった。なお、これ以降は馬力が公式発表されなくなったが、日本自動車研究所の計測によると、SE型の出力は3.2ps程度で、非力なホンダ・トゥデイ（3.8ps）にも劣るとされる。
2003年TSJ型
日本仕様。SE型から出力に大きく影響を及ぼす制限を幾分緩和させたモデルである。基本構成はSE型と同一ながら、吸排気のリストリクターの除去と、キャブレターのセッティング変更が実施された。これにより走破性がやや改善したものの、その出力は4.0ps程度とされる。
2006年TSJ型
事実上、RS50としてのファイナルエディションとなる最後のマイナーチェンジが行われ、フレームがバフ掛けされた。この年、RS125同様にフルモデルチェンジも行われ、ベースモデルをDERBI GPR50Racingとした後継モデルに生まれ変わった。
2007年
ベースモデルをDERBI GPR50Racingとした、新型RS50の日本仕様。GPR50Rからの大きな変更点は、新型RS125と同デザインのカウル、メーターパネルを採用した点にある。そのほかの、フレーム、エンジン、前後ホイール、足回り、ブレーキシステム、果てはアンダーシートエキゾーストに至るまで、ベースGPR50Rがそのまま使われており、それまでのRS50とは全く違う車体になっている。馬力はTSJ型と同じく4.0ps程度とされる。

#### 競技用専用車
2008年、アメリカ合衆国、ユタ州のソルトレイクにて開催された世界最高速度記録認定競技会において、RS50のエンジンを改造・搭載したBuddfab Streamlinerと称する競技用専用車が、時速144.966マイル（233.300 km）に到達。その際に用いられたエンジンには、日本製の軽自動車用スーパーチャージャーが追加実装され、圧縮比が極限にまで高められたほか、フレームや外装にも特殊な形状が採用され、減速比も極端に抑えられるなど、駆動構造に至るまで最高速度を伸ばす目的に特化した、およそ公道では実用不可能なセッティングが多数施されていた。これによってBuddfab Streamlinerは、50ccエンジンを用いた二輪車の最高速度での国際記録を樹立している。このようにBuddfab StreamlinerとRS50は全く異なる車両であったにもかかわらず、この記録をもって「RS50が50ccバイクにおける最高速度の世界記録を保持している」との誤解が広がり、RS50のイメージアップに貢献した面もある。

### RS4 50

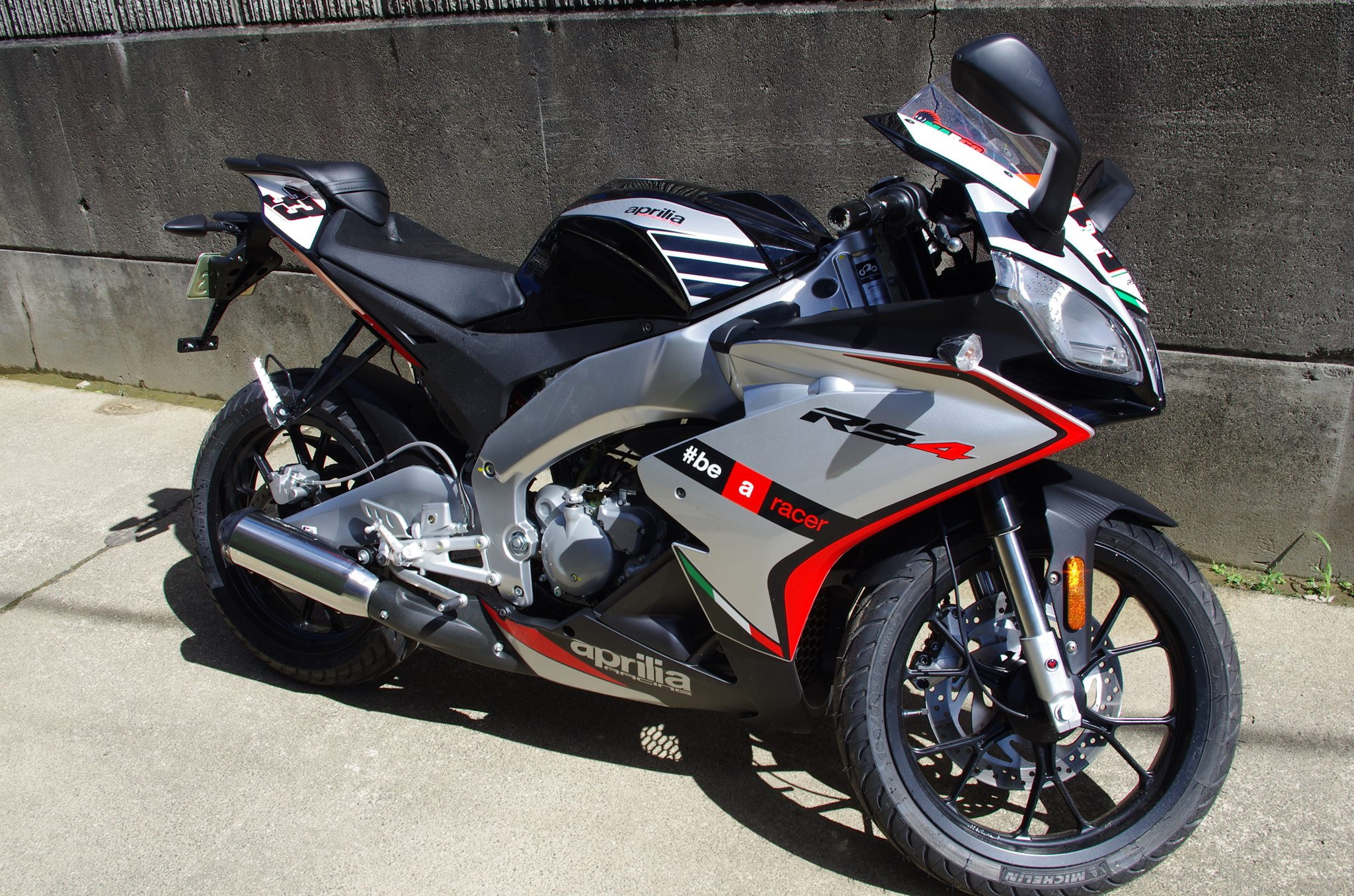
RS4 50 SBK(2014)

2012年
ベースモデルは、前回と同様DERBI GPR50Racing。
カウルやフレームなどはRS4 125の流用。前モデルではトップブリッジやフレームがアルミ地剥き出しであったのに対し、RS4では銀色の塗装となる。
シフトはエンジン直付タイプ。
ユーロ3の排ガス規制をクリアする為に、メインジェットを絞り、更にキャタライザを装備している。
このため、前モデルよりさらにパワーダウンをしている。
2013年
2013年8月に30台限定で、ピアジオジャパンより正規輸入を行なった。
2014年
8月にRS125とともに発表され、同月末より出荷を開始した。ベースモデルはRSV4 Factory。

### RS125

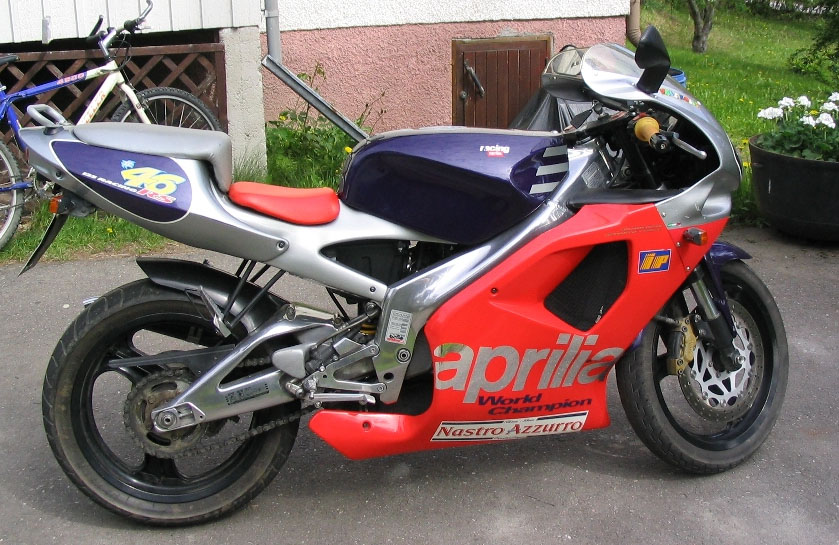
イタリア人レーサーのレジアーニカラーを施した1998年モデルのRS125

RS125はオーストリアのエンジンメーカー、ロータックス社製2ストローク単気筒・クランクケースリードバルブ・125ccエンジンを搭載しており、最高出力は34psを発生する。エンジンはレーシングカートに使われているものと同じ系統のモデルを使用しており、極端な高回転高出力型の特性を持つ。近年のモデルは排ガス規制などでパワーが抑制されているため、マフラーやキャブレターの交換などでパワーアップさせるのが定番となっており、交換することにより元の34ps近くの発生も可能とされている。元々RS125は、AF1/125というモデルの後継機種として開発されている。AF1の晩年のモデルは現在のRS125に非常に酷似した形状となっている。

#### EXTREMA以降
1992年
AF1/125から、フレーム・前後足回り・スイングアーム・エンジンなどありとあらゆる部分に手を入れてフルモデルチェンジし現在の原型であるRS125EXTREMAが生まれる。エンジンはROTAX123、キャブレターはデロルトVHSB34である。最高出力は34ps/11000rpmである。また低回転域のトルクは122エンジンに比べ劣るものの、7800rpmを過ぎ排気デバイス“RAVE”が開いたときはROTAX122を上回るパワーを発生する。
このときに採用されたフレーム・スイングアーム・そしてROTAXエンジンの組み合わせは、小変更のまま16年後の2008年最終モデルまでそのまま使われている。1994年にワークスカラーとしてチェスターフィールドカラーが登場。
1995年
マイナーチェンジを行う。同時期に発売されたRS250と同じスタイルにするべく半月ライトとカウル形状の採用、そしてメーターパネルが従来型の3眼メーターから2眼+デジタルに変更される。この年が最後のチェスターフィールドカラーとなる。
1996年-1997年
エンジンの変更を受ける。従来使われていたエンジンユニットは、オーストリアロータックス社のROTAX123であったが、よりトルクフルなエンジン特性を求めてROTAX122に変更される。ROTAX122はROTAX123の欠点である、街乗りで扱いにくい極端すぎるピーキーさをマイルドにしたものだけではない。クラッチハウジングをカセット式にして取り外しを容易にしたり、クランク径を小さくして振動を抑えている。また1996年、1997年ともにシルバーがラインアップされるが、見分け方として1996年がシートが黒く、1997年はシートが茶色（赤色?）となっているほか、1996年はアンダーカウルのステッカーが「aprilia」、1997年が「Racing」と微妙に異なっている。
1998年
リアサス周りに変更を受ける。この型が最後のRS125SPとして認識されており、VHSB34LDキャブレターを装備した最後のRS125となっている。またこの年はワークスレプリカとして原田仕様とバレンティーノ・ロッシ仕様の2種類が用意される。
1995年～1998年のRS125を見分け方として、この半月ライト形状のRS125をMP型と称し、1995年の半月ライトのRS125はフレーム番号がGS-****で始まっている。この半月ライトのRS125がGSフレームの場合はエンジン、キャブともにROTAX123、デロルトO34という構成でいわゆる前年のEXTREMAモデルと同じフルパワーである。翌年1996年よりフレームがZD4MP****となり、エンジンがROTAX122チェンジされる。キャブはデロルトO28になる。ROTAX122とデロルトO34の組み合わせが標準なのは非常にまれで、おそらくSP仕様のみと推測される。この時代の車両でエンジンの見分け方として、タコメーター裏側にタコメーターケーブルがあればROTAX123、ケーブルがなくハーネスのみの場合、ROTAX122エンジンである。ROTAX123は電気式タコでなく、機械式である
1999年
RS250から遅れること1年、RS50共々マイナーチェンジが再び行われる。RS50ではフレームやスイングアームを変更するといったフルモデルチェンジを敢行したのに対し、RS125は大きな変更が必要なかったためカウル形状変更やポジションの変更を行うマイナーチェンジで対応している。また、このときにキャブレターをPHBH28にしパワー特性を穏やかにすべく変更を受けている。
2004年
RS125はチャンバーに触媒が仕込まれ、パワーが低下。それまで海外仕様として売られていたモデルよりは、出力に余裕はあったが日本メーカーの市販の125ccスポーツモデルと同等程度までパワーダウンしてしまうことになる。エンジン本体についてもヘッドの変更などを受けている。

#### MY06以降
2006年にフルモデルチェンジを行い、左右2灯式のヘッドライトを備えたフロントフェイスは同社のフラグシップスポーツであるRSV1000Rに似たものとなった。新車価格は約50万円。大きく変更されたカウルを含む外装、オド&トリップメーター・水温計・ラップタイム計・デジタル時計を表示可能なデジタルメーターなどの外観部品のほかに、倒立式フロントフォーク、ラジアルマウントキャリパー搭載のブレーキシステム、エキゾーストにそれぞれ変更を受け、最新のスーパースポーツを意識した仕様になっている。日本への正規輸入はMY08をもって断たれているが、販売は継続されている。MY10はカラーリングも変更されており、赤(Replica Sbk)、黒(Black Line)、白(White Glam)の三色ラインナップである。

### RS250

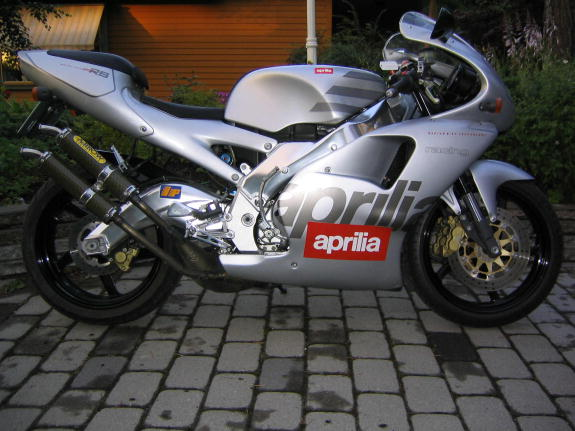
1997年モデルのRS250　前期型モデル

RS250はスズキ・RGV-ΓをベースとするV型2気筒の250ccエンジンを搭載し、最高馬力は85psの発生も可能とされていた。ガンマのエンジンタイプは、VJ22A型式のヨーロッパ仕様が元になっており、RS250発売開始当初はベースの62psのガンマより8psアップした70psの出力があることになっていた。チャンバーの位置はVJ22A型ガンマとほぼ同じ位置。（写真右）最高出力などの性能表示については、元々日本とイタリアでの計測方法や表示の違いで、表示上では70Ps、圧縮比12～13となっているが、実際はガンマの輸出仕様とおおむね変わらない出力性能である。
RS250には前期型モデルである「LD型」、後期型モデルである「LDA型」と2種類の車両が存在しており、前期型モデルにはアプリリアチャレンジカップ用のパーツを組み込んだRS250SPというモデルが存在している。登場した一時期はスガヤ製のチャンバーを備えたSP車両も存在した。（RS250SP2、RS250GPというモデルもあるが、構成は同じなので基本的にはRS250SPで統一しても差し支えない）
1994年
最初期型であるLD型がデビュー。当初の扱いはGP250チャンピオン獲得に伴う記念モデル的な車両であったため、1995年までの車両にはフレームのネック部分にライセンスプレートが取り付けられている。カラーは1994年から1995年が青/赤（いわゆるレジアーニカラー）、銀、黒が存在した。1997年モデルとされているモデルは1996年モデルの売れ残りであり、燃料タンクに94,95年の勝利を記念するステッカーが貼ってある。
1998年
RS250はマイナーチェンジを実施し、LDA型に変更される。カウルは当時のGP250のトレンドである流線型の大柄なものになりテールカウルは涙滴型となる。エンジンも改良され、ヘッド形状が変更されて低回転域のトルクの増強と出力の安定化を図っている。また排気バルブユニットの動作を変更し、回転数に合わせて無段変速するというアプリリアならではの制御が行われている。これにより、LD型に見られた8000rpmを超えてから唐突な出力を発揮する特性が適正化されている。
また、フロントサスペンションがツインダンパーになり、ジオメトリも変更されたため操縦特性が前期型と後期型でかなり違っている。
日本メーカーが2ストロークレプリカバイクの生産を終了してからも、アプリリアはRS250を生産しつづけていたが、環境規制とスズキからのエンジンのデリバリーが終了したことにより2003年に生産終了となり、このオートバイが世界で最後に生産された250cc2ストロークレプリカバイクとなってしまった。元々エンジンは1万台の生産契約ということで、生涯生産台数が初めから決まっていたRS250であるが、思いのほか長期にわたって販売されることになった。